# Užocký průsmyk

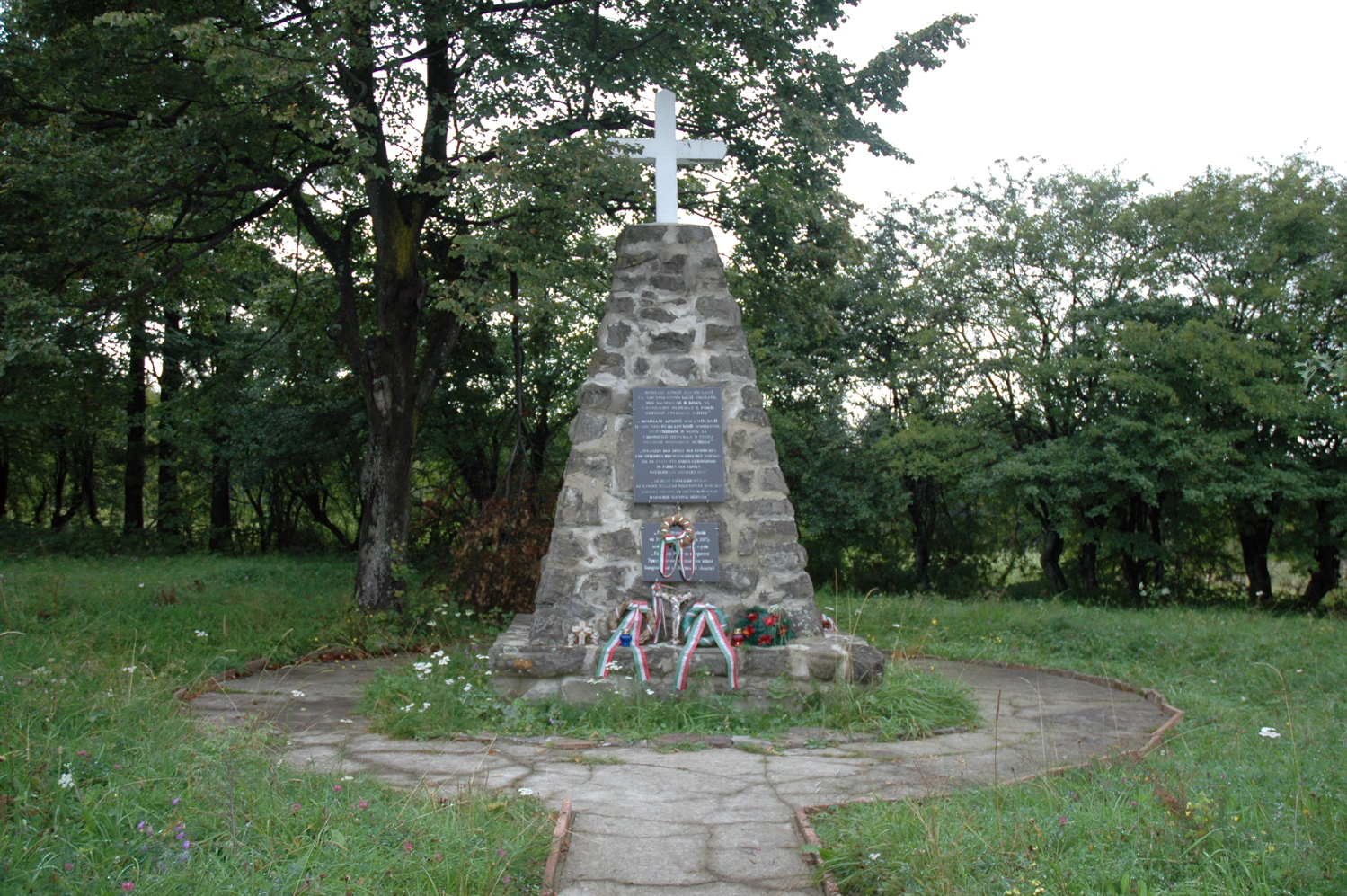
Rakousko-uherský a ruský vojenský hřbitov obětí první světové války v Užockém průsmyku.

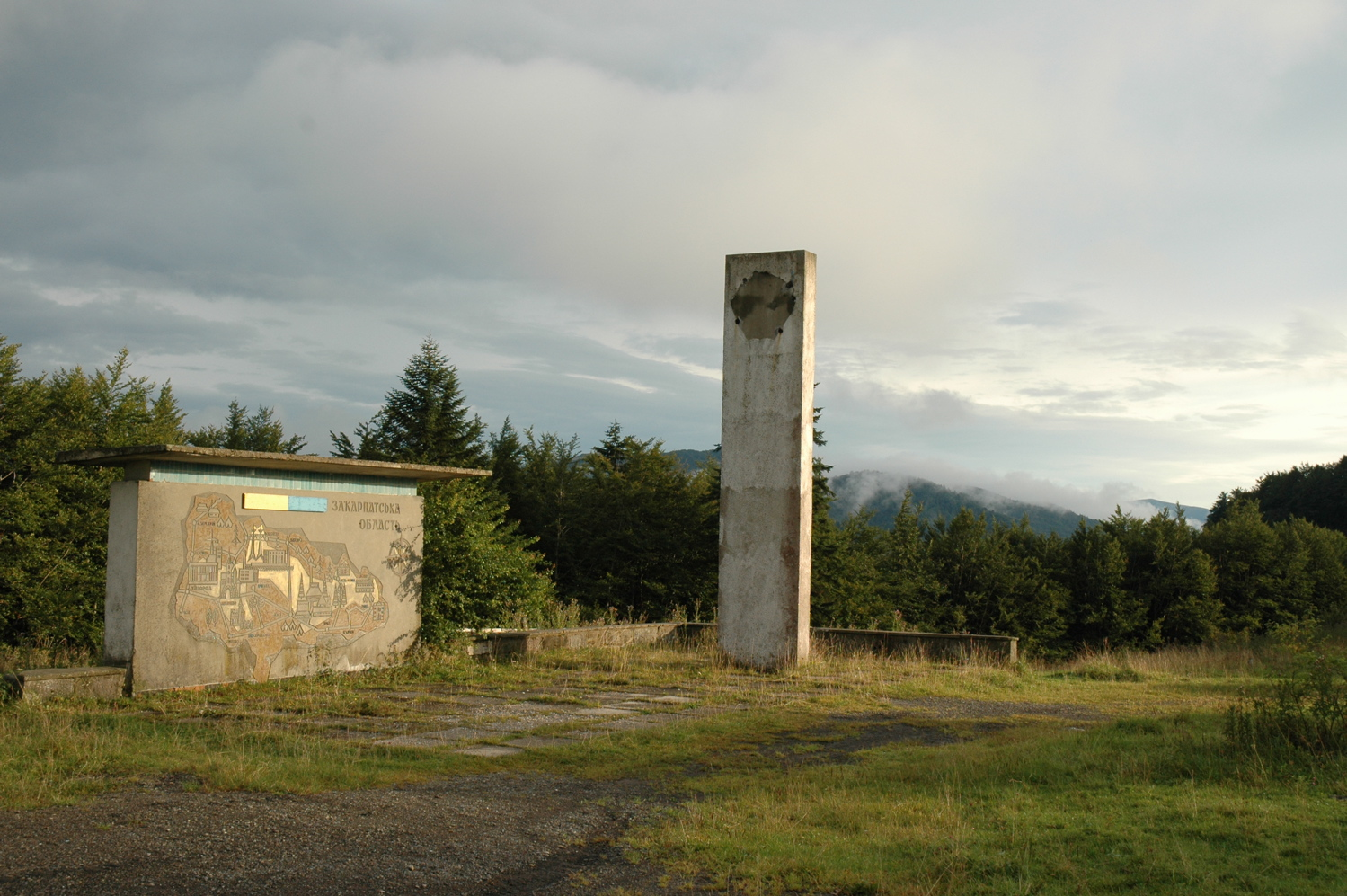
Vjezd do Zakarpatské oblasti Ukrajiny na Užockém průsmyku.

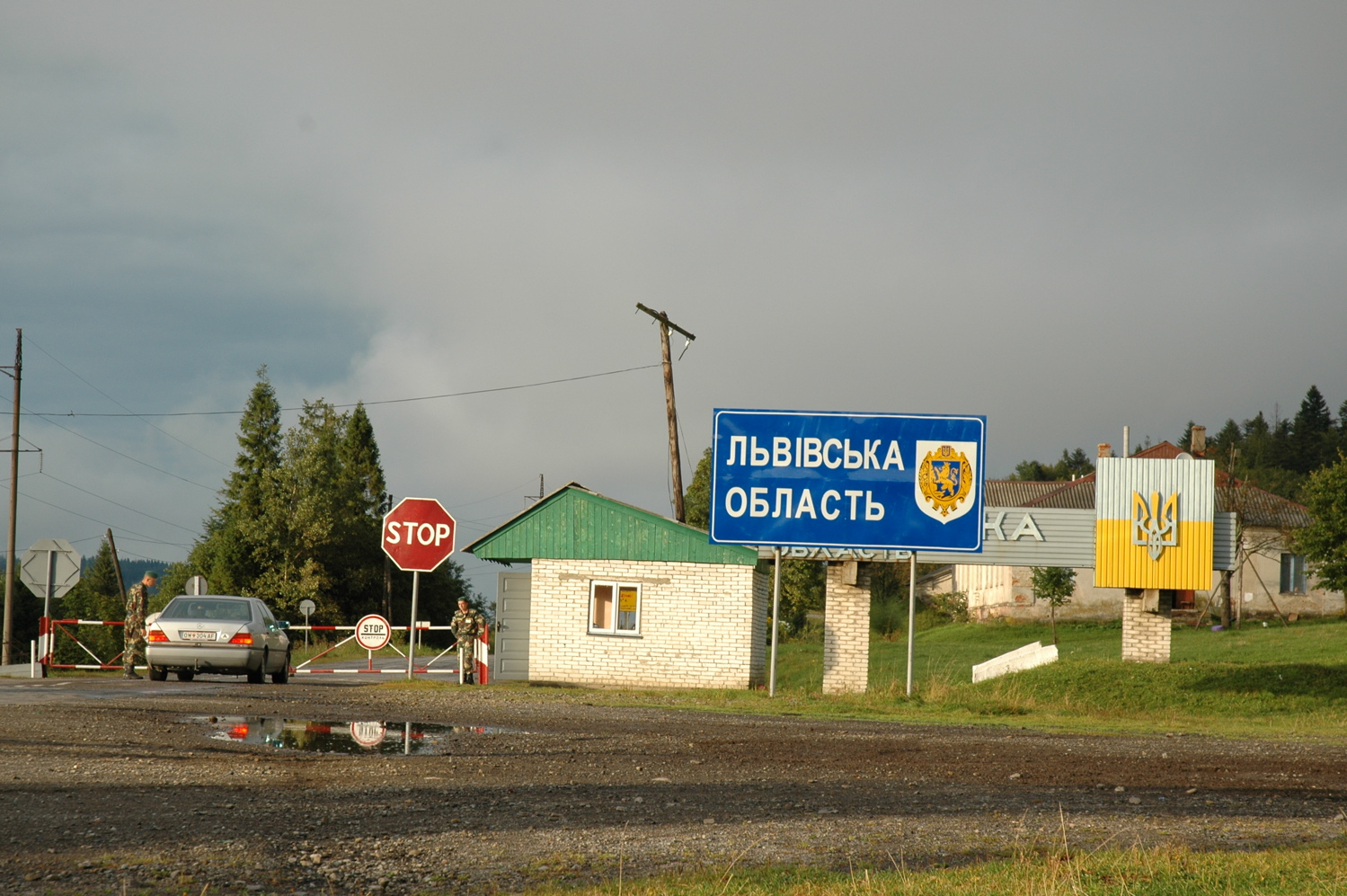
Silniční kontrola na Užockém průsmyku při vjezdu do Lvovské oblasti Ukrajiny.

Užocký průsmyk, též Užocké sedlo (ukrajinsky Ужоцький перевал, polsky Przełęcz Użocka, maďarsky Uzsoki-hágo), je průsmyk na pomezí Zakarpatské a Lvovské oblasti Ukrajiny, spojující údolí Dněstru s údolím Uhu. Leží blízko ukrajinské hranice s Polskem. Prochází tudy také hlavní evropské rozvodí mezi Atlantským oceánem a Středozemním mořem.

## Poloha a přírodní poměry
Průsmyk leží v nadmořské výšce 853 metrů na hlavním hřebeni Ukrajinských Karpat, v části známé jako Poloniny a Bukovské vrchy. Severně od průsmyku se nachází pramen řeky San, přítoku Visly a jižně pramen řeky Uh. Oblast průmsyku je součástí Užanského národního parku.
Nejbližšími obcemi jsou ze strany Lvovské oblasti Sjanky a ze strany Zakarpatské oblasti potom Užok. Druhý uvedený dal uvedenému průsmyku svůj název. Kromě toho se v průsmyku nacházejí různé bývalé pohraniční objekty, bývalé drážní domky, které jsou mnohé ještě dosud obývané jako běžné domy.
V prostoru průsmyku, který je poměrně široký, se nacházejí horské louky, obklopují jej lesy (většinou staré bukové) a několik kopců: Opolonek (1028 m n. m.), Pinjaškovyj (960 m n. m.), Beskyd Velykyj (1012 m n. m.) apod. Nachází se zde také několik odpočívadel pro cestující.

## Historie
V 19. století byla přes průsmyk postavena první silnice. Tuto komunikaci, včetně náročného stoupání po svahu severovýchodně od Užoku, zaznemanaly mapy druhého vojenského mapování z druhé poloviny 19. století.
V roce 1872 byla přes průsmyk položena strategicky důležitá železnice, spojující Budapešť s východní Haličí (průsmyk ležel na zemské hranici Uher a Haliče v rámci Rakouska-Uherska). Jednalo se o nesnadnou stavbu, která si vyžádala několik tunelů, viaduktů, mostů apod. Podíleli se na ní stavebníci z Itálie.
Během první světové války byl průsmyk dějištěm krvavých bojů (Bitva v Karpatech), které připomíná vojenský hřbitov. Nejprve přes něj ustupovala rakousko-uherská vojska s tím, jak Rusko postupovalo v oblasti Haliče a posouvalo frontu blíže ke Karpatům. V září 1914 jej obsadili Rusové a začali postupovat dále do zalitavského vnitrozemí, což donutilo Vídeň urychleně poslat posily a zatlačit Rusy v říjnu 1914 pryč z průsmyku. Už v polovině listopadu téhož roku ale opět ruské vojsko do Užockého průmysku proniklo. Po celou zimu 1914/1915 tu probíhaly střety mezi dvěma armádami. V lednu 1915 sem byly povolány německé posily. Centrálním mocnostem se podařilo průsmysk dobýt na konci ledna. Boje přestaly na jaře 1915 poté, co Rusko vyklidilo velkou část Haliče. Průsmyk byl ale zjizven zákopy a dalšími známkami bojů, včetně provizorních vojenských hřbitovů padlých vojáků. Značné škody také zaznamenala nedaleká vesnice Užok, kde byly např. zcela zničeny lázně.
Po zničení železniční trati vznikla zásobovací stezka. Dnes se v jejím místě nachází turistická trasa.
Po skončení první světové války byla oblast přiřknuta z jižní strany Československu a ze severní strany Polsku. Získání kontroly však bylo vzhledem k válce s Maďarskem nesnadné. Ještě na konci roku 1918 byla jako demarkační linie stanovena čára, která užocký průsmyk pro československou stranu nezahrnovala. Nicméně došlo k její změně až už v lednu 1919 proto průsmyk obsadila československá armáda. Na téměř 20 let zde potom vedla československo-polská hranice. Její průběh kopíroval hranici mezi Předlitavskem a Zalitavskem. Pět let trvalo opravit značné škody na železniční trati (která se stala mezitím tratí mezinárodní) a vlaky do Polska začaly jezdit roku 1924. Obnovený Šcerbinský most u Užockého průsmyku byl nejdelším železničním mostem ve své době na území ČSR; byl totiž za války celý zničen. V roce 1930 byla v průsmyku postavena nová budova československého celního úřadu. V roce 1934 zde byl vysvěcen válečný hřbitov při příležitosti 20. výročí založení československého vojska. Rozvíjena byla také turistika; v téže době zde existoval hotel hotel Sport, který měl kapacitu několika desítek lůžek a umožnil rozvoj turistiky na horském hřebeni. Hotel vyhořel v roce 1942.
Po maďarské anexi Podkarpatské Rusi se v průsmyku nacházela hranice maďarsko-polská. Dva dny po této anexi se 20. března 1939 v průsmyku konala oslava znovuobnovení společné hranice obou těchto států. V její předvečer byly přes Užocký průsmyk evakuovány některé československé jednotky přes Polsko.
O průsmyk se vedly prudké boje i v době druhé světové války ve stejné době jako probíhala karpatsko-dukelská operace. Probíhala zde tzv. Árpádova linie, jejíž součástí byly zákopy, postaveno bylo také 30 betonových a 60 dřevěných nebo v zemi zakopaných bunkrů. Začátkem září 1944 se zde odehrála tříhodinová bitva mezi jednotkami ukrajinské povstalecké armády a maďarskou armádou. Díky dělu, umístěnému v průsmyku, resp. na kopci nad ním, se povstalcům UPA podařilo zatlačit Maďari níže.
Po jejím skončení anektoval Podkarpatskou Rus Sovětský svaz a průsmyk se nacházel na jeho území. Právě potřeba spojení mezi Lvovem a Užhorodem a nezbytnost, aby se nacházel na sovětském území, vedl k vymezení hranice mezi Slovenskem a nově ustanovenou Zakarpatskou oblastí současným způsobem.
V 60. letech 20. století byla železnice elektrifikována. Vzhledem k tomu, že náročný terén by bylo nezbytné pro provozování modernějších a kapacitnějších spojů celý přestavět tudy však nejezdí tolik vlaků, jako přes Volovecké sedlo. Zmodernizována byla také silnice, byly přeloženy některé části a změněny tvary některých zatáček tak, aby stoupání nebylo příliš prudké.
Po rozpadu Sovětského svazu koncem roku 1991 se průsmyk nachází na území Ukrajiny a vede přes něj hranice Zakarpatské a Lvovské oblasti Ukrajiny. Nachází se zde kontrolní stanoviště a během pandemie nemoci Covid-19 byl průsmyk pro dopravu zcela uzavřen.

## Doprava
Přes průsmyk vede státní silnice N-13 (regionální silnice R 39), která spojuje Lvov a Užhorod přes město Sambir. V roce 2023 procházela rozsáhlou modernizací. Kromě toho tudy prochází již zmíněná železnice. Ta stoupá do průsmyku přes soustavu viaduktů a tunelů. Občas bývá poeticky nazývána jako Ukrajinský semmering (do roku 1945 také Podkarpatoruský Semmering). Cesta bývá občas označována za nejmalebnější na Ukrajině.
Průsmykem je rovněž vedeno i 110 kV vedení vysokého napětí, které je součástí ukrajinské energetické soustavy.

## Turistika
Dříve zde začínala zelená turistická trasa k horám Opolonek a Beskyd Velykyj. Dnes tudy prochází červeně značená Zakarpatská turistická trasa. Soustředí se sem i další trasy. Turistické značení zde provádí ukrajinská organizace za pomoci českých dobrovolníků a je financováno vládou České republiky jako rozvojová pomoc.
Mezi památníky, které jsou umístěny v průmysku, patří památník obětem první světové války (s pamětní deskou ukrajinsky, rusky, německy a maďarsky a e zmíněným hřbitovem, kde je pochováno 370 lidí), dále památník druhé světové války a dřevěný pravoslavný kříž. Ten byl vysvěcen v roce 2013. O něco dále se nachází na lvovské straně průsmyku pamáník síčským střelcům také z první světové války a době krátce po ní (1917–1919).

## V kultuře
Podle průsmyku je pojmenována ulice v centru Budapešti (maďarsky Uzsoki utca).
Průsmyk byl inspirací pro některé umělce, např. Josif Bokšaj jej vyobrazil v cyklu Barbizon.
O bojích v Užockém průsmyku vydal Ivan Honl v roce 1935 knihu s názvem Užocký průsmyk: památky na boje 1914-1915.